# الضوالع (إب)

تعديل مصدري - تعديل

الضوالع هي إحدى قرى عزلة المقاطن بمديرية إب التابعة لمحافظة إب، بلغ تعداد سكانها 590 نسمة حسب تعداد اليمن لعام 2004.